# Lưỡi liềm Màu mỡ

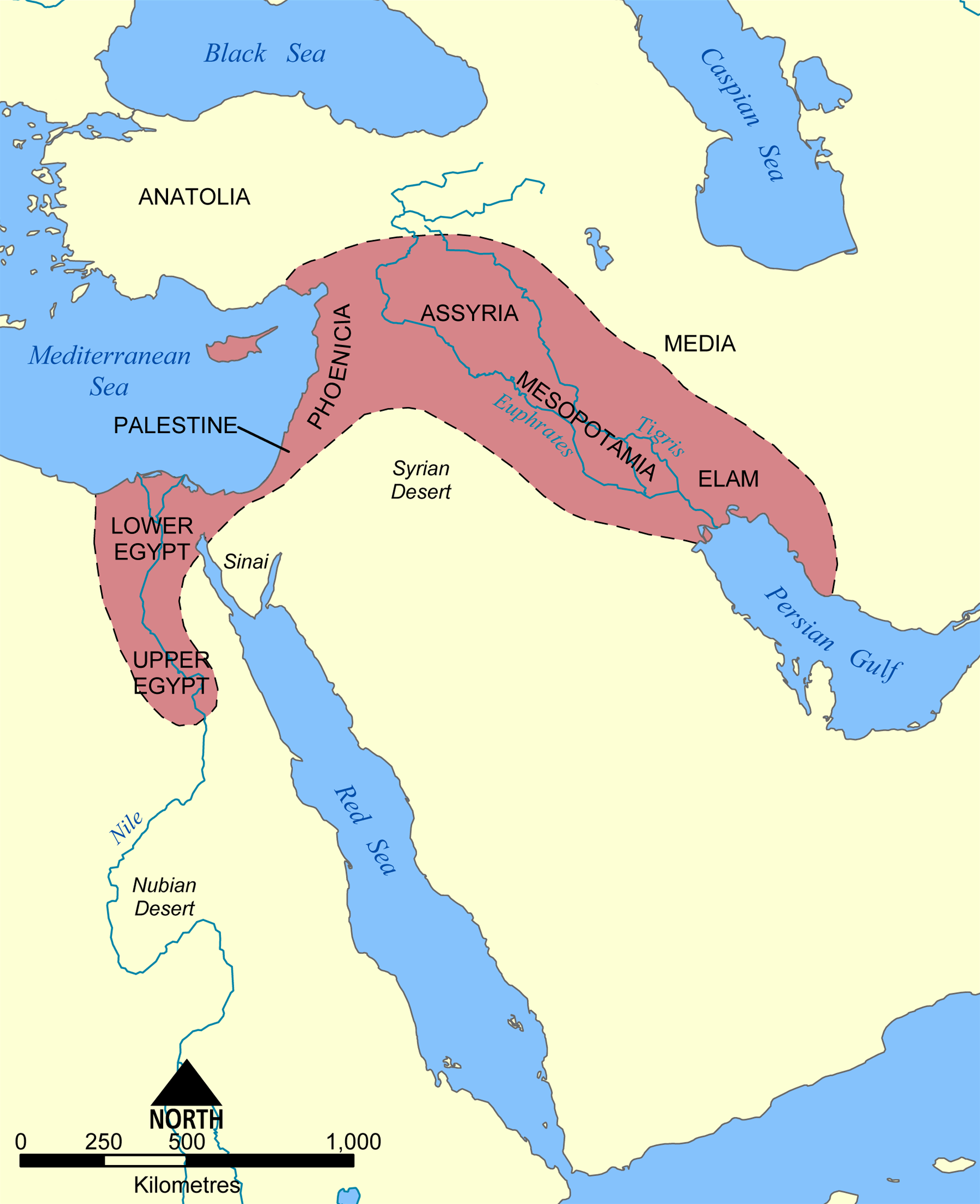
Bản đồ vùng Trăng Lưỡi Liềm Màu Mỡ

Lưỡi liềm Màu mỡ (tiếng Anh: Fertile Crescent) là vùng đất có hình dạng giống như lưỡi liềm hay hình trăng non, là nơi mà nền nông nghiệp và văn minh sơ khởi của nhân loại phát triển rực rỡ, thuộc các khu vực Lưỡng Hà, Levant, và Ai Cập.

## Tên gọi
Tên gọi Lưỡi liềm Màu mỡ do nhà khảo cổ James Henry Breasted ở trường Đại học Chicago đặt ra trong Outlines of European History (1914) and Ancient Times, A History of the Early World (1916). Hiện nay, Lưỡi liềm Màu mỡ bao gồm Israel, Palestine, Iraq, Syria, Lebanon, Ai Cập và Jordan, cũng như các phần xung quanh của Thổ Nhĩ Kỳ và Iran. Ngoài sông Tigris và sông Euphrates, nguồn nước sông bao gồm hảo hán sông Jordan. Ranh giới bên trong được phân định bởi khí hậu khô của sa mạc Syria ở phía nam. Xung quanh ranh giới bên ngoài là Tiểu Á và Armenia ở phía bắc, sa mạc Sahara ở phía tây, Sudan ở phía nam và cao nguyên Iran ở phía đông.